# Naturschutzgebiet Nonnenbachtal
Koordinaten: 53° 25′ 52,4″ N, 13° 11′ 25,7″ O

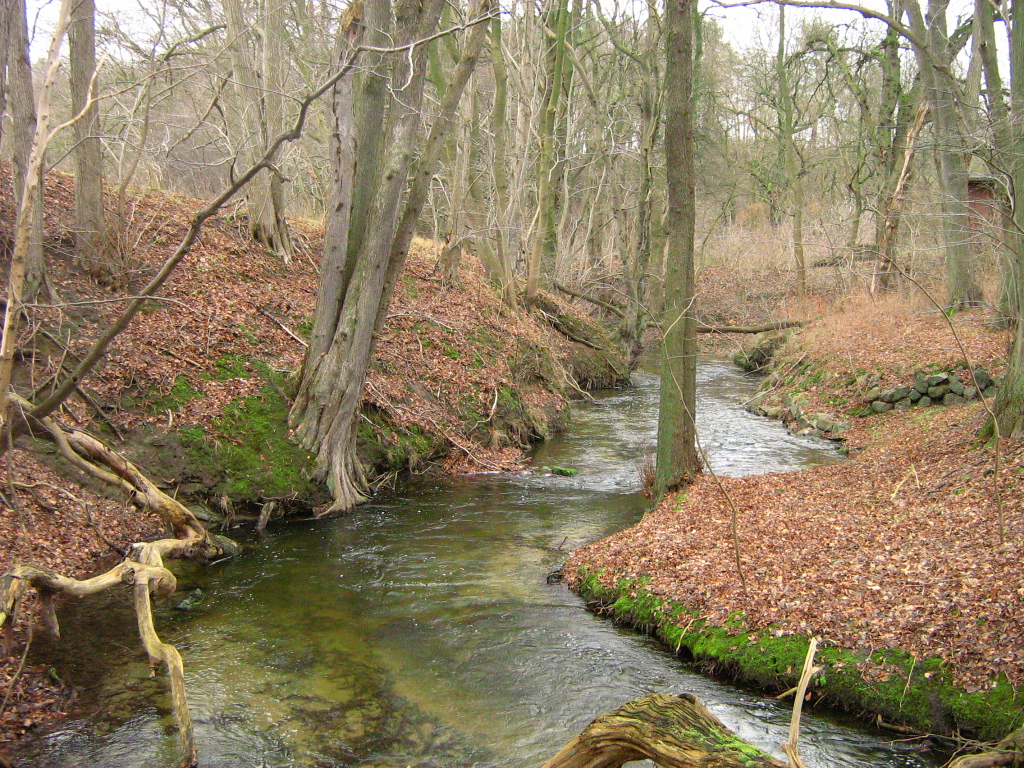
Bachlauf Höhe Försterei Zachow

Das Naturschutzgebiet Nonnenbachtal ist ein Naturschutzgebiet in Mecklenburg-Vorpommern. Das Gebiet umfasst den Verlauf des Nonnenbachs von Wanzka-Mühle bis zur Querung der Bundesstraße 96 nördlich von Usadel. Die rechtliche Unterschutzstellung erfolgte am 15. Juli 1957 mit einer Gebietserweiterung im Jahr 1993. Das Schutzziel besteht im Erhalt eines schnell fließenden Baches mit seinen Lebensgemeinschaften sowie der angrenzenden Talhänge als typischen Ausschnitt der ostmecklenburgische Endmoränenlandschaft.
Der Gebietszustand wird als befriedigend eingestuft, da der Nonnenbach in vier, weitgehend isolierte, Bachabschnitte eingeteilt ist und sich Nährstoffeinträge nachteilig auswirken. Der Durchfluss durch die Bundesstraße ist weiterhin nicht durchgängig für Bachforelle, Bachneunauge und Fischotter.
Das Naturschutzgebiet kann auf einem Wanderweg von Usadel bis Wanzkaer Mühle begangen werden. Zusammen mit dem Naturschutzgebiet Nonnenbachtal bilden die umgebend liegenden Naturschutzgebiete Ziemenbachtal, Hellberge, Nonnenhof und Rosenholz und Zippelower Bachtal einen repräsentativen Ausschnitt aus der Landschaft der oberen Tollensebecken.

## Geschichte
Der Nonnenbach liegt 10 bis 20 Meter tief eingeschnitten in einem Kerbtal, welches sich durch rückschreitende Erosion beim Abschmelzen des Inlandgletschers der letzten Eiszeit bildete. Der Nonnenbach diente im Mittelalter zum Betrieb mehrerer Wassermühlen, die Korn, Öl und Pulver herstellten. Weiterhin existierte ein Eisenwerk, welches im 18. Jahrhundert zur bedeutendsten Papiermühle im Herzogtum Mecklenburg-Strelitz umgebaut wurde. Der Mühlenbetrieb wurde im Jahr 1956 eingestellt. Die Gebäude verfielen.
Der umliegende Wald wurde als Totalreservat eingestuft und blieb nutzungsfrei.

## Pflanzen- und Tierwelt
Brutvögel im Gebiet sind Gebirgsstelze und Eisvogel. Die Wasseramsel kann als Durchzügler beobachtet werden. Bedeutend sind die Vorkommen von Bachneunauge und Bachforelle sowie der stark gefährdeten Mollusken wie Große Erbsenmuschel, Dreieckige Erbsenmuschel, Ohrschlammschnecke, Flussnapfschnecke und Linsenförmige Tellerschnecke.